# Władysław Ignacy Zamoyski

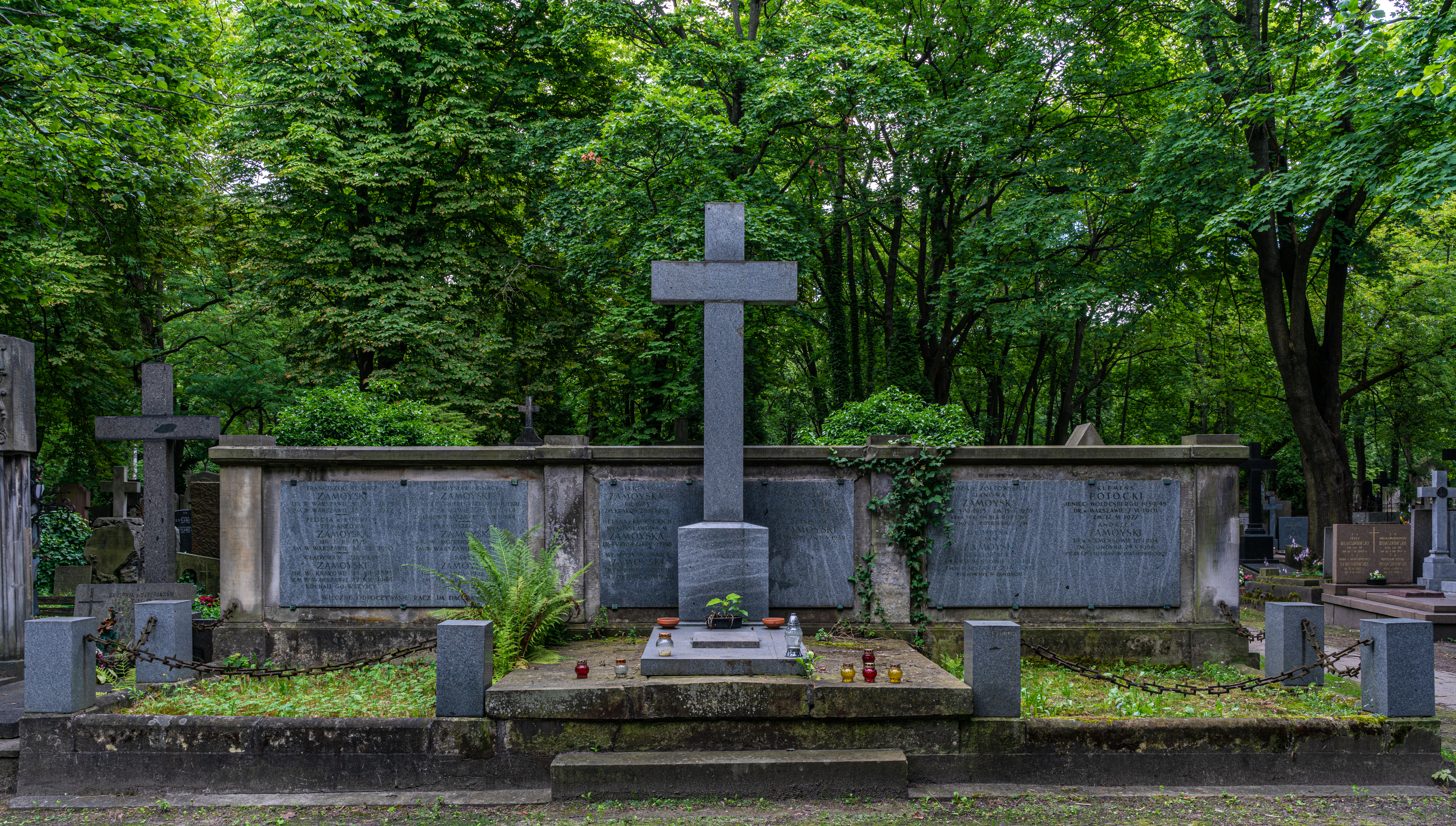
Grób Władysława Ignacego Zamoyskiego na cmentarzu Powązkowskim

Władysław Ignacy Zamoyski herbu Jelita ps. Cyk (ur. 20 lipca 1914 w Racewie, zm. 2 sierpnia 1944 w Warszawie) – hrabia, podporucznik, powstaniec warszawski.
Syn Władysława Zdzisława Zamoyskiego i Marii Mężyńskiej, wnuk Stefana Zamoyskiego. 20 sierpnia 1936 poślubił Marię Agnes MacLeod, z którą miał córkę Annę Elżbietę Zamoyską.
Podczas powstania warszawskiego był dowódcą plutonu osłonowego walczącego w Śródmieściu. Zginął 2 sierpnia w walkach powstańczych przy ul. Marszałkowskiej 129. Został odznaczony Orderem Virtuti Militari. 
Pochowany na cmentarzu Powązkowskim (kwatera 108-6-25).